# Eupithecia tenuata
Eupithecia tenuata là một loài bướm đêm trong họ Geometridae.